# Juan de Fuca-Malahat (circonscription britanno-colombienne)
Pour les articles homonymes, voir Juan de Fuca (homonymie) et Malahat.
Circonscription électorale provinciale du Canada
Juan de Fuca-Malahat est une ancienne circonscription provinciale de la Colombie-Britannique représentée à l'Assemblée législative de la Colombie-Britannique depuis 2024.
Une précédente circonscription nommée Malahat-Juan de Fuca avec des frontières similaires a existée de 1991 à 2009

## Géographie
La circonscription représente la pointe sud de l'île de Vancouver, incluant les communautés de Sooke, Metchosin, Malahat (en), Shawnigan Lake, Cobble Hill (en), Mill Bay (en) et s'étend vers l'ouest jusqu'à Port Renfrew. Elle est délimitée par Saanich Inlet (en), la route transcanadienne (Route 1) et le détroit de Juan de Fuca au sud.

## Liste des députés
1991-2009
| Législature                                                                              | Années                                                                                   | Député                                                                                   | Député                                                                                   | Parti                                                                                    |
| Malahat-Juan de Fuca Circonscription issue de Esquimalt-Port Renfrew et Cowichan-Malahat | Malahat-Juan de Fuca Circonscription issue de Esquimalt-Port Renfrew et Cowichan-Malahat | Malahat-Juan de Fuca Circonscription issue de Esquimalt-Port Renfrew et Cowichan-Malahat | Malahat-Juan de Fuca Circonscription issue de Esquimalt-Port Renfrew et Cowichan-Malahat | Malahat-Juan de Fuca Circonscription issue de Esquimalt-Port Renfrew et Cowichan-Malahat |
| ---------------------------------------------------------------------------------------- | ---------------------------------------------------------------------------------------- | ---------------------------------------------------------------------------------------- | ---------------------------------------------------------------------------------------- | ---------------------------------------------------------------------------------------- |
| 35e                                                                                      | 1991–1996                                                                                |                                                                                          | Rick Kasper                                                                              | Néo-démocratique                                                                         |
| 36e                                                                                      | 1996–2000                                                                                |                                                                                          | Rick Kasper                                                                              | Néo-démocratique                                                                         |
| 36e                                                                                      | 2000-2001                                                                                |                                                                                          | Rick Kasper                                                                              | Indépendant                                                                              |
| 37e                                                                                      | 2001–2005                                                                                |                                                                                          | Brian Kerr                                                                               | Libéral                                                                                  |
| 38e                                                                                      | 2005–2009                                                                                |                                                                                          | John Horgan                                                                              | Néo-démocratique                                                                         |
| Circonscription abolie, voir Cowichan Valley et Juan de Fuca                             |                                                                                          |                                                                                          |                                                                                          |                                                                                          |

Depuis 2024
| Législature                                                                                                 | Années | Député | Député | Parti |
| Juan de Fuca-Malahat Circonscription issue de Langford-Juan de Fuca, Cowichan Valley et Esquimalt-Metchosin | Juan de Fuca-Malahat Circonscription issue de Langford-Juan de Fuca, Cowichan Valley et Esquimalt-Metchosin | Juan de Fuca-Malahat Circonscription issue de Langford-Juan de Fuca, Cowichan Valley et Esquimalt-Metchosin | Juan de Fuca-Malahat Circonscription issue de Langford-Juan de Fuca, Cowichan Valley et Esquimalt-Metchosin | Juan de Fuca-Malahat Circonscription issue de Langford-Juan de Fuca, Cowichan Valley et Esquimalt-Metchosin |
| --- | --- | --- | --- | --- |
| 43e | 2024–en cours                                                                                               | | Dana Lajeunesse (en)                                                                                        | Néo-démocratique                                                                                            |

## Résultats électoraux
Depuis 2024
1991-2009